# Flughafen Frankfurt Main
Frankfurt International Airport (IATA-kode: FRA), er en lufthavn, der ligger 12 km uden for Frankfurt am Main. Det er Tysklands største lufthavn, både mht passagerer og størrelse.
Lufthavnen har forbindelse til en lang række destinationer i hele verden, og fungerer som knudepunkt mellem forskellige storbyer rundt om i og uden for Europa.
Frankfurt kaldes Europas hjerte, da den ligger centralt i Europa. Lufthavnen har ca. 57 millioner passager årligt.
Under lufthavnens Terminal 1 ligger den underjordiske jernbanestation Frankfurt Flughafen Regionalbahnhof (Frankfurt Lufthavn Regionalstation).
50°01′35″N 8°32′35″Ø / 50.02639°N 8.54306°Ø
| Luftfart | Spire Denne artikel om flyvning er en spire som bør udbygges. Du er velkommen til at hjælpe Wikipedia ved at udvide den. |